# Rainald Becker (Journalist)

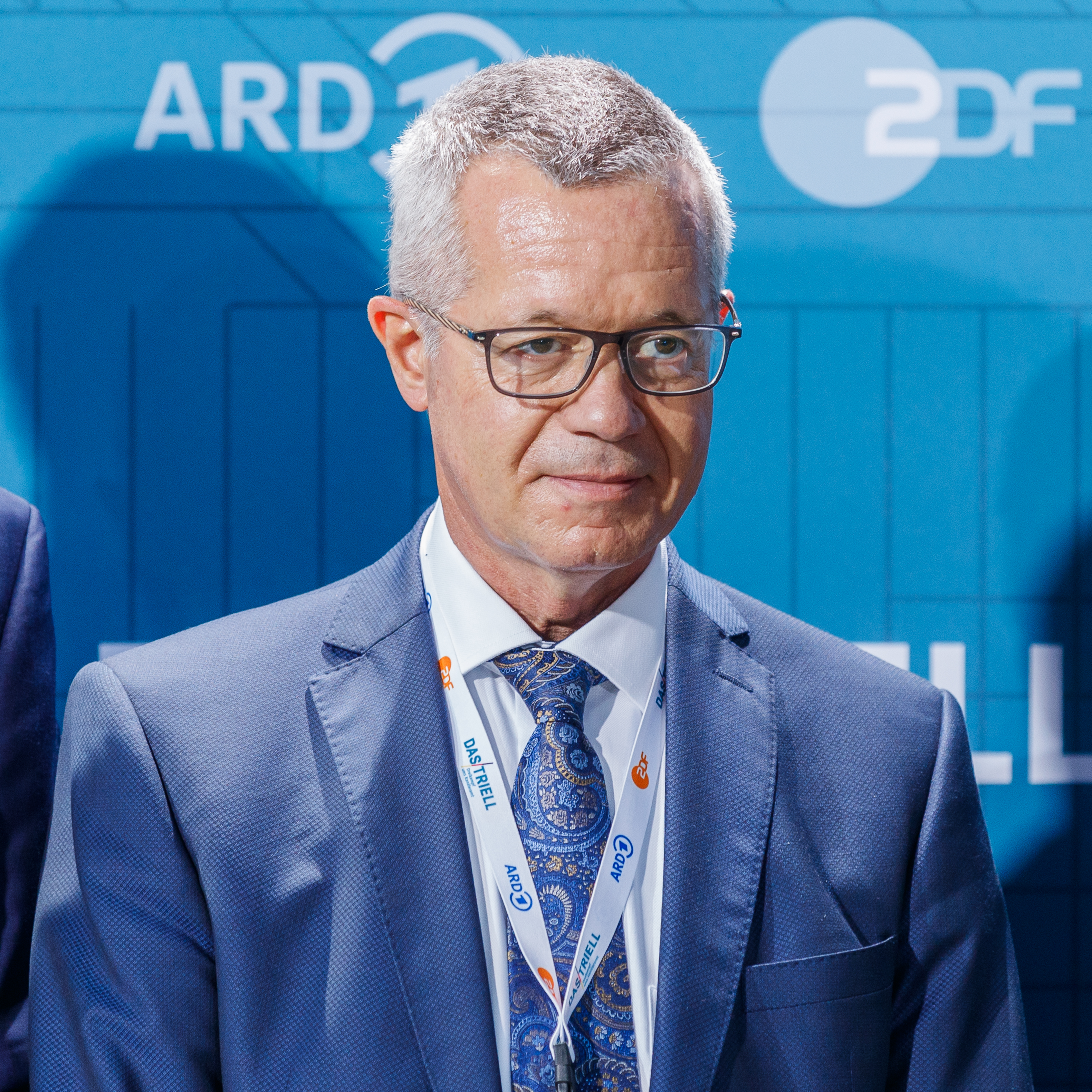
Becker (2021)

Rainald Becker (* 19. November 1959 in Tönisvorst) ist ein deutscher Fernsehjournalist der ARD.

## Leben und Wirken
Nach seinem Abitur 1978 am Gymnasium Fabritianum in Krefeld machte Rainald Becker eine Ausbildung als Kfz-Mechaniker, die er 1980 abschloss. Zwischen 1981 und 1985 absolvierte er ein Diplomstudium der Sozialwissenschaften, Politik und katholischen Theologie an der Universität Duisburg, 1982–1984 war er dabei Stipendiat des Instituts zur Förderung publizistischen Nachwuchses.
Seine journalistische Laufbahn begann Becker 1982 beim WDR-Fernsehen als freier Mitarbeiter unter anderem für die Landesstudios Düsseldorf und Köln. 1986 wechselte er zum damaligen SDR (Süddeutscher Rundfunk, heute Südwestrundfunk/SWR). Ab 1993 war er leitender Redakteur, Reisekorrespondent und Moderator in der Auslandsredaktion und wurde 1995 stellvertretender Leiter der Weltspiegel-Redaktion. Von 1999 bis 2006 ging er erstmals als Fernsehkorrespondent ins Berliner ARD-Hauptstadtstudio. Anschließend wurde er stellvertretender Abteilungsleiter Fernsehen Ausland und Europa sowie Leiter der Weltspiegel-Redaktion im SWR. Von Januar 2009 bis Juni 2016 war er stellvertretender Studioleiter und stellvertretender Chefredakteur Fernsehen im ARD-Hauptstadtstudio mit den Fachgebieten Bundespräsident, Bundestags- und Bundesratspräsident, Terrorismus, Geheimdienste sowie Kanzleramt. Außerdem moderierte er bis zum 22. Mai 2016 den Bericht aus Berlin.
Von Juli 2016 bis Ende April 2021 war er ARD-Chefredakteur sowie ARD-Koordinator für Politik, Gesellschaft und Kultur in der ARD-Programmdirektion in München. 2021 bewarb sich Becker erfolglos als Intendant des Saarländischen Rundfunks. Er koordinierte von 1. Mai bis 31. Oktober 2021 die Berichterstattung über die Bundestagswahl 2021 in der ARD. Im selben Jahr erstellte er zudem eine 60-Minuten-Doku über die Kanzlerin Angela Merkel („Merkel-Jahre. Am Ende einer Ära“).
Seit November 2021 ist Becker Chefkorrespondent des SWR und in dieser Funktion seit 2022 Leiter des ARD-Auslandsstudios in Genf. Darüber hinaus koordiniert er für den Sender Sonderprojekte und produziert politische Dokumentationen.

## Rezeption und Kritik
Im Kontext der Anschläge in Norwegen 2011 geriet Becker in die öffentliche Kritik. Im Rahmen der Berichterstattung stellte er die Verschwörungstheorie eines islamistischen Angriffs auf, obwohl die Faktenlage eine andere war. Die norwegische Polizei hatte den Rechtsextremisten Anders Behring Breivik zu diesem Zeitpunkt bereits als Tatverdächtigen festgenommen und dies auch mitgeteilt.
Becker wurde wiederholt vorgeworfen, die Politik von Bundeskanzlerin Angela Merkel unkritisch zu kommentieren. Medienkritiker Stefan Schulz schrieb: „Der ARD-Chefredakteur Rainald Becker bejubelt das Regierungshandeln regelmäßig auf eine Weise, die sogar Regierungssprecher Steffen Seibert peinlich wäre.“
Im Mai 2020 erklärte Becker in einem Tagesthemen-Kommentar zur Coronakrise, wer nach der Pandemie zur „alten Normalität“ zurückkehren wolle, gehöre zu „Wirrköpfen“, „Spinnern“ und „Corona-Kritikern“. Becker berief sich dabei auf einen Aufruf verschiedener Prominenter, darunter Madonna und Robert De Niro, nach der Krise eine neue Wirtschaftsordnung zu etablieren. Der Kolumnist Jan Fleischhauer kritisierte die Aussage als weltfremd und esoterisch.
Im Mai 2021 bezeichnete Becker die Forderung der FDP nach einer Senkung der Rundfunkgebühr auf Twitter als populistisch. Daniel Bouhs wandte auf Übermedien ein, dass frühere Forderungen der Partei noch weiterreichend gewesen seien. Michael Hanfeld schrieb in der FAZ, Beckers Tweet sei „quasi Fake News“, da das Wahlprogramm der FDP keine populistischen Forderungen enthalte. Der Jurist Arnd Diringer schrieb in der Welt, der Tweet schade der ARD, da er ihre politische Ausgewogenheit in Frage stelle.

## Auszeichnungen
- 2016 Auszeichnung der Deutschen Akademie für Fernsehen in der Kategorie Fernseh-Journalismus für Schattenwelt BND – Wie viel Geheimdienst braucht Deutschland? (gemeinsam mit Christian H. Schulz)

## Publikationen
- Programmmanagement. Wenn das Vollprogramm zum Nachrichtenkanal wird. In: Claudia Mast (Hrsg.): ABC des Journalismus. Ein Handbuch. 13. Aufl., Halem Verlag, Köln 2018, ISBN 978-3-7445-0821-6.